# Lletsó punxós
El lletsó punxós (Sonchus asper) és una espècie de planta herbàcia pertanyent a la família de les asteràcies originària d'Europa, però també habiten a Amèrica del Nord a les vores de les carreteres com a mala herba. És una planta anual amb les fulles espinoses i les flors grogues semblant a la de la dent de lleó. Les fulles són de color verd-blavoses, simples, lanceolades amb els marges ondulats i de vegades lobulats, coberta d'espines dorsals en ambdós marges. La base de la fulla envolta la tija. Aconsegueix una alçada de 180 cm. Les fulles i la tija segreguen làtex quan es tallen. Les seves fulles són comestibles. El seu nombre cromosòmic és 2n=18.